# Cripple Creek (Colorado)
Cripple Creek település az Amerikai Egyesült Államok Colorado államában, Teller megyében, melynek megyeszékhelye is. Lakosainak száma 1155 fő (2020. április 1.).

## Népesség
A település népességének változása:

| 2010 | 1 189 |
| 2020 | 1 155 |